# Сесту
Сесту (італ. Sestu, сард. Sestu) — муніципалітет в Італії, у регіоні Сардинія,  провінція Кальярі.
Сесту розташоване на відстані близько 410 км на південний захід від Рима, 10 км на північ від Кальярі.
Населення — 20 542 особи (2014).
Щорічний фестиваль відбувається 23 квітня. Покровитель — святий Юрій.

## Демографія
Населення за роками:

Станом на 1 січня 2023 року в муніципалітеті офіційно проживали 402 іноземці з 63 країн, серед них 84 громадяни країн Євросоюзу та 28 громадян України.

## Сусідні муніципалітети
- Ассеміні
- Кальярі
- Ельмас
- Монсеррато
- Сан-Сперате
- Селарджус
- Сердіана
- Сеттімо-Сан-П'єтро
- Уссана